# Prodidomus aurantiacus
Espèce
Prodidomus aurantiacus est une espèce d'araignées aranéomorphes de la famille des Prodidomidae.

## Distribution
Cette espèce est endémique du Yémen. Elle se rencontre vers Aden.

## Description
Le mâle holotype mesure 4 mm.
Les mâles mesurent de 2,3 à 2,7 mm et la femelle 2,7 mm.

## Systématique et taxinomie
Cette espèce a été décrite par Simon en 1890.

## Publication originale
- Simon, 1890 : « Études arachnologiques. 22e Mémoire. XXXIV. Étude sur les arachnides de l'Yemen. » Annales de la Société Entomologique de France, sér. 6, vol. 10, p. 77-124 (texte intégral).